# Анисимов, Николай Петрович
Николай Петрович Анисимов (5 апреля 1899, Пенза, Российская империя — 5 октября 1977, Москва, СССР) — советский военный деятель, участник Великой Отечественной войны, генерал-полковник (25.05.1959).

## Биография
Родился 5 апреля 1899 года в 1899 году в Пензе в семье железнодорожника. В 1914 году окончил в Пензе двухклассную железнодорожную школу и начал работать учеником слесаря в паровозном депо. С 1917 года — слесарь на пензенском чугунолитейном заводе Д. В. Воронцова, который тогда изготавливал ручные гранаты.
В феврале 1918 года вступил добровольцем в ряды Красной Армии, участвовал в Гражданской войне. Служил командиром отделения, с мая 1919 года — председателем культурной комиссии полка, с января 1920 — военным комиссаром батальона, с сентября 1920 — командиром и политруком роты. В сентябре 1919 года вступил в РКП(б).
После окончания гражданской войны продолжил службу в армии; с мая 1921 года был ответственным секретарём бюро партийной ячейки, с сентября 1924 года — военным комиссаром полка, с октября 1926 — помощником по политической части командира полка.
В 1928 году окончил Стрелково-тактические курсы усовершенствования комсостава РККА имени III Коминтерна «Выстрел», затем командовал батальоном 102-го стрелкового полка, с декабря 1928 — 18-м отдельным резервным батальоном, с апреля 1931 — 35-м стрелковым полком 12-й стрелковой дивизии Отдельной Краснознамённой Дальневосточной армии. За успехи в боевой подготовке награждён орденом Ленина (16 августа 1936). В августе 1937 года назначен командиром 59-й стрелковой дивизии. С августа 1939 года — военный советник в Китае у Чан Кайши, участвовал в японо-китайской войне. По возвращении из Китая с ноября 1939 года — начальник снабжения Дальневосточного фронта.
В Великую Отечественную войну интендант фронта, заместитель командующего армией по тылу, начальник тыла Северо-Кавказского, Крымского, Сталинградского (с июля 1942), Юго-Восточного (с августа 1942), Южного, 4-го и 1-го Украинских фронтов.
После войны с июля 1945 года служил заместителем командующего Центральной группой войск по тылу, с 1947 года — заместителем командующего войсками Прикарпатского военного округа по тылу, затем заместителем главнокомандующего войсками Группы советских войск в Германии по тылу — начальником тыла группы войск. С 1952 года — главный интендант Министерства обороны СССР. В 1955–1962 годах — заместитель начальника тыла Министерства обороны СССР, в 1962—1968 годах — заместитель начальника Тыла Вооружённых Сил СССР.
В августа 1968 года вышел в отставку. В том же году был напечатан его очерк: «Командарм 18-й — А. К. Смирнов» («Военно-исторический журнал». — I968. — № 8. — С. 115—118).
Умер 5 октября 1977 года. Похоронен на Введенском кладбище в Москве (уч. 2).

## Воинские звания
- Полковник (17 февраля 1936)
- Комбриг (17 февраля 1938)
- Комдив (4 ноября 1939)
- Генерал-майор (4 июня 1940)
- Генерал-лейтенант (18 мая 1943)
- Генерал-полковник (25 мая 1959)[5]

## Награды

### СССР
Ордена:
- два ордена Ленина (16.08.1936, 21.02.1945)[6]
- четыре ордена Красного Знамени (08.02.1943, 03.11.1944, 24.06.1948, 22.02.1968)
- Орден Суворова I степени (06.05.1945)
- Орден Кутузова I степени (25.08.1944)
- два ордена Кутузова II степени (11.05.1944, 18.12.1956)
- Орден Отечественной войны I степени (17.09.1943)
- Орден «Знак Почёта» (22.02.1941)
- Медаль «В ознаменование 100-летия со дня рождения Владимира Ильича Ленина»
- Медаль «За оборону Ленинграда»
- Медаль «За оборону Севастополя»
- Медаль «За оборону Сталинграда»
- Медаль «За Победу над Германией в Великой Отечественной войне 1941-1945 гг.»
- Медаль «Двадцать лет победы в Великой Отечественной войне 1941-1945 гг.»
- Медаль «Тридцать лет Победы в Великой Отечественной войне 1941-1945 гг.»
- Медаль «За взятие Берлина»
- Медаль «За освобождение Праги»
- Медаль «Ветеран Вооружённых Сил СССР»
- Медаль «За освоение целинных земель»
- Медаль «20 лет Рабоче-Крестьянской Красной Армии»
- Медаль «30 лет Советской Армии и Флота»
- Медаль «40 лет Вооруженных Сил СССР»
- Медаль «50 лет Вооружённых Сил СССР»

### Иностранные
- Кавалер ордена «Virtuti Militari» (ПНР)
- Кавалер ордена «Крест Грюнвальда» (ПНР)
- Орден Белого льва II степени (1945, ЧССР)[7]
- Военный крест 1939 года (ЧССР)
- орден Венгерской свободы (ВНР)